# Ludvik Toplak
Ludvik Toplak, slovenski profesor prava, politik, poslanec, doktor pravnih znanosti in diplomat, * 13. julij 1942, Mostje.

## Življenjepis
Od leta 1973 je predaval na Višji pravni šoli v Mariboru (danes Pravni fakulteti Univerze v Mariboru). Leta 1974 je magistriral in mednarodnega trgovinskega prava na New York University. Leta 1980 je doktoriral iz primerjalnega gospodarskega prava. Leta 1990 je bil na prvih večstrankarskih volitvah izvoljen v Skupščino Republike Slovenije in postal predsednik Družbenopolitičnega zbora Skupščine. Kot eden vidnejših članov Slovenske kmečke zveze in Demosa je bil aktiven v obdobju osamosvojitve in demokratizacije Slovenije. Na volitvah v družbenopolitični zbor 8. aprila 1990 je kandidiral na listi Slovenske kmečke zveze ter bil tudi izvoljen v Skupščino Republike Slovenije.
Leta 1992 je bil izvoljen v 1. državni zbor Republike Slovenije kot kandidat Slovenske ljudske stranke; v tem mandatu je bil član naslednjih delovnih teles:
- Komisija za spremljanje in nadzor lastninskega preoblikovanja družbene lastnine (podpredsednik; do 9. novembra 1993),
- Odbor za finance in kreditno-monetarno politiko (podpredsednik; do 9. novembra 1993) in
- Odbor za mednarodne odnose (do 9. novembra 1993).

9. novembra 1993 je odstopil kot poslanec, saj je bil imenovan za rektorja Univerze v Mariboru. Funkcijo rektorja je opravljal tri mandate do leta 2002. Leta 2001 je prejel priznanje Ambasador znanosti. Leta 2002 je bil imenovan za veleposlanika Republike Slovenije pri Svetemu sedežu. Po vrnitvi v Slovenijo je dve leti predaval civilno in stvarno pravo na Pravni fakulteti Univerze v Mariboru, občasno pa je predaval tudi na Evropski pravni fakulteti v Novi Gorici. Od leta 2007 je predsednik zasebnega visokošolskega zavoda Alma Mater Europaea - Evropski center Maribor, od leta 2013 pa tudi prorektor mednarodne univerze Alma Mater Europaea s sedežem v Salzburgu. 
Bil je član predsedstva Evropske rektorske konference in predsednik Podonavske rektorske konference. Predsedoval je raziskovalno-razvojni komisiji pri slovenskem gospodarskem in raziskovalnem predstavništvu v Bruslju in upravnemu odboru Slovenskega znanstvenega inštituta na Dunaju, bil je guverner Ameriške gospodarske zbornice v Sloveniji. Je redni član Evropske akademije znanosti in umetnosti s sedežem v Salzburgu. Dr. Ludvik Toplak je od leta 2012 častni občan Mestne občine Maribor. Leta 2022 je za izjemen prispevek k demokratizaciji in osamosvojitvi Slovenije ter njeni mednarodni in akademski uveljavitvi prejel zlati red za zasluge Republike Slovenije.